# Polvere (film 2009)
Polvere è un film italiano del 2009 diretto da Massimiliano D'Epiro e Danilo Proietti ambientato a Roma e incentrato sul tema dell'uso di cocaina.

## Trama
Due ragazzi romani decidono di realizzare un documentario sulla cocaina, filmando con telecamere nascoste consumatori e spacciatori dell'ambiente notturno romano. Domini, regista del documentario, è un ragazzo introverso e timido, che vive con la madre, con la quale ha un rapporto piuttosto controverso, e la sorella minore. Dopo la morte del padre, avvenuta proprio per overdose di cocaina, il giovane ragazzo, che sogna di diventare un regista, decide di mettersi dietro la telecamera e realizzare un documentario sui reali effetti della cocaina, e su come il suo consumo sia fin troppo largamente diffuso. Ad aiutarlo il suo migliore amico Giona, che, più facilmente corruttibile di Domini, si improvvisa spacciatore della polvere bianca, e finisce poi per divenirne anche lui un assiduo consumatore. I due giovani, insieme e sempre provvisti di telecamere nascoste, vanno in giro a scoprire e filmare i giri di spaccio più influenti di Roma. Ma vista la serietà dell'argomento che i due hanno deciso di trattare, il gioco inizia a farsi pericoloso, e le cose incominciano a mettersi male, specialmente per Giona, anche se alla fine sarà Domini a subirne le conseguenze più gravi.